# 大蔵卿局
大蔵卿局 / 大蔵局（おおくらきょうのつぼね / おおくらのつぼね、生年不詳 - 慶長20年5月8日（1615年6月4日））は、戦国時代から江戸時代初期にかけての女性。丹後国の地侍・大野定長の妻。子に治長・治房・治胤・治純。

## 生涯
大野定長の妻で、淀殿の乳母を務めた。慶長3年（1598年）の豊臣秀吉死後、正室である高台院とその侍女の孝蔵主が大坂城から去ると、豊臣家中で権勢を振るったが同年に大坂城へ入った家康により子の治長と共に大坂から追放される。その後、赦されて大坂へ戻ると再び権勢を振るうようになる。

慶長19年（1614年）に起こった方広寺鐘銘事件では、駿府の大御所・徳川家康の元へ使者として派遣される。その際に、家康は彼女には面会し、従前から交渉に当たっていた片桐且元とは面会せず、その後に本多正純と金地院崇伝を介して、両者に徳川家に秀頼に対する隔意が無いことを示すように命じている。この時、且元が提案した三案
に秀頼・淀殿は怒り且元を誅殺しようとしたので、且元は大坂城から退去し、一部の武将も豊臣家を見限り同じく退去した。なお、「大蔵卿局は大坂に戻る途中に且元からこの三案を聞き、先に戻りこれを秀頼・淀殿に讒言した」とされるが、当時の史料には大坂帰還後の彼女が何かしらの役割を果たしたとする記述はない。
以上は通説であるが、近年の研究によると大蔵卿局と且元は共に同じ場所で、徳川方から同じ内容を聞いていたとする説が出され、このことから徳川方による分断工作は行われていなかったとされている。2人の帰坂の日程、そして2人が行った交渉からも、2人は共に帰り、駿府にて出された条件について話し合ったと考えられる。
慶長20年（1615年）、大坂の陣で敗れ自害した秀頼や淀殿に殉じて、子の治長と共に自害した。戒名は智勝院桂宗春大禅定尼。

## 登場する作品
テレビドラマ
- わが恋せし淀君（1961年・日本テレビ　演：日高ゆりえ）
- 真田幸村（1966年・TBS　演：小夜福子）
- 大坂城の女（1970年・関西テレビ　演：磯野千鳥・香川桂子）
- 春の坂道（1971年・NHK大河ドラマ　演：日高澄子）
- 風神の門（1980年・NHK　演：初井言栄）
- おんな太閤記（1981年・NHK大河ドラマ　演：斎藤美和）
- 関ヶ原（1981年・TBS　演：賀原夏子）
- 戦国の女たち（1982年・フジテレビ　演：園佳代子）
- 女たちの大坂城（1983年・読売テレビ　演：東郷晴子）
- 徳川家康（1983年・NHK大河ドラマ　演：柳川慶子）
- 真田太平記（1985年・NHK　演：高田敏江）
- 春日局（1989年・NHK大河ドラマ　演：馬渕晴子）
- 風雲！真田幸村（1989年・テレビ東京　演：鮎川十糸子）
- 司馬遼太郎の功名が辻（1997年・テレビ朝日　演：浅利香津代）
- 家康が最も恐れた男 真田幸村（1998年・テレビ東京　演：宮下順子）
- 葵 徳川三代（2000年・NHK大河ドラマ　演：馬渕晴子）
- 功名が辻　（2006年・NHK大河ドラマ　演：山村美智）
- 徳川家康と三人の女（2008年・テレビ朝日　演：左時枝）
- 寧々 おんな太閤記（2009年・テレビ東京　演：池上季実子）
- 江〜姫たちの戦国〜（2011年・NHK大河ドラマ　演：伊佐山ひろ子）
- 影武者徳川家康（2014年・テレビ東京　演：ひろみどり）
- 真田丸（2016年・NHK大河ドラマ　演：峯村リエ）
- どうする家康（2023年・NHK大河ドラマ　演：大竹しのぶ）

映画
- 真田幸村の謀略（1979年・東映　演：上月左知子）
- 茶々 天涯の貴妃（2007年・東映　演：高島礼子）
- 清須会議（2013年・東宝　演：瀬戸カトリーヌ）　※役名は小袖